# Cerastium dicrotrichum
Cerastium dicrotrichum är en nejlikväxtart som beskrevs av Edward Fenzl och Paul Rohrbach. 
Cerastium dicrotrichum ingår i släktet arvar och familjen nejlikväxter. Inga underarter finns listade i Catalogue of Life.